# Arnaldo Silva
Arnaldo Silva, anche noto come Ivan Monotov (Roma, 9 ottobre 1887 – Mosca, 3 giugno 1938), è stato un politico e antifascista italiano, comunista rivoluzionario, internazionalista e Generale dell'Armata Rossa.

## Biografia
Dopo aver mosso i primi passi in politica con l'iscrizione al Partito Socialista Italiano a 18 anni, partecipò alla prima guerra mondiale come tenente di fanteria. Dopo la guerra, si avvicinò alle idee della sinistra rivoluzionaria, appoggiandole all'interno della direzione della Camera del Lavoro romana. In seguito, avvicinatosi nel frattempo alla minoranza comunista, prese parte ai congressi socialisti di Bologna nel 1919 e di Livorno nel 1921. Durante il congresso di Livorno seguì la minoranza comunista, che, dopo la scissione dallo PSI, realizzò il primo congresso del Partito Comunista d'Italia (PCd'I). Successivamente partecipò alle iniziative comuniste a Roma e nel Lazio, e in particolare allo sciopero generale antifascista (durato cinque giorni), avvenuto in concomitanza col congresso fascista svoltosi a Roma tra il 7 e il 10 novembre 1921. Lo sciopero generale rappresentò un momento di grande tensione, tanto che nel quartiere di San Lorenzo furono innalzate barricate. La partecipazione di Silva a tali azioni è stata in seguito ridimensionata (così come quella degli anarchici) da parte di storici legati al PCI come Giorgio Amendola e Paolo Spriano. In conseguenza della sua partecipazione allo sciopero tuttavia, Silva fu incriminato con l'accusa di «mancato omicidio» durante uno scontro a fuoco, e imprigionato a Regina Coeli. Poco dopo riuscì però ad evadere fortunosamente, venendo condannato in contumacia a 23 anni e 7 mesi di reclusione.
Fuggito così dall'Italia, raggiunse Mosca negli ultimi mesi del 1922. Nella capitale sovietica venne ammesso all'Accademia militare dell'Armata Rossa, dove ottenne il grado di tenente colonnello e assunse il nuovo nome di Ivan Romanovič Monotov. Successivamente lavorò per i Servizi segreti militari sovietici (il IV Bureau), sotto il comando del generale Berzin. In questa veste svolse, per conto dei Servizi sovietici, operazioni all'estero, specialmente nei paesi dell'Europa Centro-orientale, come Austria e Romania, mentre non si sa con certezza se si spinse persino in Cina. Ottenne il grado di Generale dell'Armata Rossa e fu due volte insignito della massima onorificenza militare sovietica. In queste missioni fu sempre affiancato da Walter Krivickij, un importante dirigente  del IV Bureau e in seguito dell'INO (la branca dell'NKVD che si occupava delle operazioni all'estero), e agiva fingendosi uno scultore italiano. Nel frattempo, si avvicinò alla Sinistra Comunista Italiana bordighiana, e in particolare  al gruppo formato dai comunisti italiani bordighiani rifugiati in URSS, come Ambrogi e Verdaro.
Nel 1929, di ritorno da una delle sue missioni all'estero, fu scoperto alla frontiera sovietica con un documento della frazione all'interno del manico della propria valigia, dopo una probabile delazione non di Plinio Trovatelli (come si sospettò in un primo tempo), bensì di Ersilio Ambrogi. Dopo tali fatti, in un documento inviato il 12 ottobre 1929 dall'ambasciata italiana a Mosca al governo fascista, si legge:
In Francia, sulla stampa comunista ortodossa (ossia filo-staliniana) del 12 gennaio 1930, si scriveva che
Grazie alla ritrattazione, Arnaldo Silva fu riammesso nel PCd'I, ma continuò ad essere guardato con sospetto dai dirigenti comunisti e non riottenne il precedente incarico all'interno dell'intelligence sovietica, venendo invece impiegato nei servizi statistici.
Nonostante i precedenti, nel 1933 riuscì ad ottenere la cittadinanza sovietica, ed assunse come nuovo nome Monotov Ivan Romanovič. Nel 1937 tuttavia, nell'ambito delle cosiddette purghe staliniane, fu allontanato da Mosca con l'accusa di  trotskismo-bordighismo e venne confinato a Krasnojarsk. Nella città siberiana fu arrestato dall'NKVD il 23 gennaio 1938, con l'accusa di dirigere un centro controrivoluzionario trotskista-bordighista a Mosca e di aver svelato all'esercito italiano informazioni riguardanti basi militari sovietiche. Riportato a Mosca, fu imprigionato nel carcere moscovita della Taganka. Il 10 marzo 1938 avvenne il processo a carico suo e di Pompeo Nale, che si concluse con la sua condanna a morte. Venne giustiziato al Poligono di Butovo, il 3 giugno 1938, all'età di cinquant'anni.